# Bankowy Fundusz Gwarancyjny
Bankowy Fundusz Gwarancyjny (BFG) – instytucja gwarantująca depozyty banków i spółdzielczych kas oszczędnościowo-kredytowych w Polsce. Realizuje także działalność pomocową w stosunku do instytucji bankowych zagrożonych upadłością. 
Powstała na mocy ustawy o Bankowym Funduszu Gwarancyjnym z dnia 14 grudnia 1994 Od 9 października 2016 jego funkcjonowanie reguluje ustawa z dnia 10 czerwca 2016 o Bankowym Funduszu Gwarancyjnym, systemie gwarantowania depozytów oraz przymusowej restrukturyzacji (Dz.U. z 2025 r. poz. 643).
BFG ma siedzibę przy ul. ks. Ignacego Jana Skorupki 4 w Warszawie.

## Zadania Funduszu
- Gwarantowanie środków pieniężnych zgromadzonych w bankach objętych obowiązkowym systemem gwarantowania do wysokości określonej ustawą.
- Udzielanie pomocy finansowej bankom, które znalazły się w obliczu utraty wypłacalności oraz wspieranie procesów łączenia się banków zagrożonych z silnymi jednostkami bankowymi.
- Gromadzenie i analizowanie informacji o bankach objętych systemem gwarantowania.

Hierarchia ważności wymienionych zadań ulegała zmianie w zależności od sytuacji w jakiej znajdował się system bankowy. W latach 1995–1996 najistotniejsze było sprawne wypełnianie zobowiązań w stosunku do klientów banków znajdujących się w stanie upadłości. W kolejnych latach na pierwszy plan – przy zachowaniu gotowości Funduszu do realizacji gwarancji – wysunęła się działalność pomocowa nakierowana na likwidowanie przyczyn, które mogłyby doprowadzić do upadłości banku.

## Finansowanie funduszu
Podstawowymi źródłami finansowania BFG są:
- obowiązkowe składki kwartalne wnoszone przez banki objęte systemem gwarantowania,
- kwoty przekazane z Funduszu Ochrony Środków Gwarantowanych pochodzące od podmiotów objętych systemem gwarantowania, tworzonego w razie konieczności wypłat środków gwarantowanych,
- dochody z pożyczek udzielonych przez fundusz,
- środki uzyskane w ramach pomocy zagranicznej,
- środki z dotacji udzielonych z budżetu państwa,
- środki z kredytu udzielonego przez Narodowy Bank Polski.

Minimalny poziom środków funduszu wynosi zaledwie 0,8% sumy gwarantowanych depozytów. Poziom docelowy, który wynosi 2,6% tej kwoty przewidziany jest do osiągnięcia w roku 2030. Dane finansowe dotyczące wysokości depozytów są publikowane na stronie internetowej funduszu. Na koniec 2020 fundusz dysponował kwotą 17 391 984 tys. zł na pokrycie depozytów bankowych oraz sumą 27 528 tys. zł na ewentualne wypłaty dla klientów SKOK-ów.

## Działalność funduszu

### Działalność gwarancyjna
Celem działalności gwarancyjnej jest zapewnienie deponentom wypłaty, do wysokości określonej ustawą, środków gwarantowanych w razie ich niedostępności.

#### Od 30 grudnia 2010
Limit gwarancji środków zgromadzonych w banku przez jednego deponenta od dnia 30 grudnia 2010 wynosi równowartość 100 tys. euro oraz zagwarantowano wypłatę środków w ciągu 20 dni roboczych. Środki te podlegają 100% gwarancji. W przypadku środków na rachunkach wspólnych (np. współmałżonków) limit gwarancji 100 tys. euro dotyczy każdego ze współposiadaczy rachunku. Podstawa prawna: ustawa z dnia 16 grudnia 2010 o zmianie ustawy o Bankowym Funduszu Gwarancyjnym oraz niektórych innych ustaw (Dz.U. z 2010 r. nr 257, poz. 1724).
Poza zwiększeniem limitu środków gwarantowanych oraz skróceniem czasu ich niedostępności nowe przepisy wprowadzają także inne istotne zmiany:
- zlikwidowano tzw. zasadę kompensowania. Oznacza to, że wypłacana będzie cała kwota zgromadzonych przez klienta środków do wysokości limitu gwarancyjnego, bez pomniejszania o wartość zaciągniętych kredytów w danym banku;
- gwarancjami zostały objęte wszystkie podmioty gospodarcze (z wyłączeniem instytucji finansowych wprost wskazanych w ustawie o Bankowym Funduszu Gwarancyjnym);
- rozpoczęcie procedury wypłaty środków gwarantowanych nastąpi już w dniu zawieszenia działalności banku przez Komisję Nadzoru Finansowego i złożenia wniosku o ogłoszenie jego upadłości.

Oznacza to, że nie jest konieczna decyzja sądu o ogłoszeniu upadłości banku, aby Bankowy Fundusz Gwarancyjny rozpoczął wypłatę środków gwarantowanych. Pozostałe przepisy ustawy do tego dnia obowiązującej zostały utrzymane. Objęte gwarancjami są zarówno depozyty złotowe, jak i walutowe bez względu na walutę, a wypłata środków gwarantowanych następuje w złotych. W przypadku rachunków wspólnych każdy ze współposiadaczy ma prawo do oddzielnej kwoty gwarantowanej. Środki gwarantowane można odbierać przez okres 5 lat od dnia zawieszenia działalności banku.
Zmiany zasad gwarantowania depozytów w bankach wprowadzone zostały we wszystkich krajach Unii Europejskiej zgodnie z Dyrektywą 2009/14/WE z 11 marca 2009 nowelizującą Dyrektywę 94/19/WE w sprawie systemów gwarancji depozytów. Limit gwarancyjny w wysokości 100 tys. euro stał się jednolitym limitem obowiązującym w całej Unii Europejskiej.
Ustawa z dnia 10 czerwca 2016 o Bankowym Funduszu Gwarancyjnym, systemie gwarantowania depozytów oraz przymusowej restrukturyzacji wprowadziła zwiększone limity gwarancji środków dla niektórych przypadków. Zasada ta obowiązuje wyłącznie dla osób fizycznych. Do wysokości różnicy pomiędzy równowartością 200 000 euro a sumą pozostałych środków deponenta (nie wyższą jednak niż równowartość w złotych 100 000 euro), w terminie 3 miesięcy od dnia wpływu środków na rachunek, gwarantowane są środki deponenta pochodzące ze odpłatnego zbycia nieruchomości zabudowanej budynkiem mieszkalnych, wykonania podziału majątku po ustaniu małżeńskiej wspólności majątkowej, nabycia spadku wypłaty środków z tytułu ubezpieczenia na życie, dożycie następstw nieszczęśliwych wypadków, wypłaty odprawy pieniężnej, wypłaty odprawy emerytalnej lub rentowej.

#### Od 28 listopada 2008
Od 28 listopada 2008 do 29 grudnia 2010 Bankowy Fundusz Gwarancyjny gwarantował w 100% środki do 50 tys. euro. Podstawa prawna: ustawa z 23 października 2008 o zmianie ustawy o Bankowym Funduszu Gwarancyjnym (Dz.U. z 2008 r. nr 209, poz. 1315).

#### Do 27 listopada 2008
Gwarancje obowiązujące do 27 listopada 2008:
Obowiązkowy system gwarantowania obejmuje środki gwarantowane do wysokości (wraz z odsetkami naliczonymi zgodnie z umową):
- równowartości w złotych 1000 euro – w 100%,
- przekraczającej równowartość w złotych 1000 EUR, a nie przekraczającej równowartości w złotych 22 500 EUR – w 90%,
- powyżej sumy 22 500 EUR – w 0% (tzn. fundusz nie gwarantuje zwrotu środków).

#### Podsumowanie
| Gwarancja od daty    | Wysokość środków (równowartość w złotych)                 | Gwarancja   |
| -------------------- | --------------------------------------------------------- | ----------- |
| 30 grudnia 2010      | do 100 tys. euro                                          | 100%        |
| 28 listopada 2008    | do 50 tys. euro                                           | 100%        |
| do 27 listopada 2008 | 1000 euro od 1000 euro do 22 500 euro powyżej 22 500 euro | 100% 90% 0% |

### Działalność pomocowa
Zadania w ramach działalności pomocowej wynikają z obowiązku działania na rzecz bezpieczeństwa i stabilności banków oraz wzrostu zaufania do systemu bankowego. Należą do nich:
- udzielanie zwrotnej pomocy w postaci pożyczek, gwarancji lub poręczeń oraz nabywanie wierzytelności banków zagrożonych niewypłacalnością,
- kontrola nad realizacją programu naprawczego banku oraz prawidłowością wykorzystania pomocy,
- określenie wysokości obowiązkowych rocznych wpłat wnoszonych przez banki na rzecz Funduszu.

### Procedura wypłaty środków gwarantowanych
Środki do równowartości w złotówkach kwoty 100 000 EUR są wypłacane w terminie 7 dni od daty wystąpienia przez uprawnioną instytucję bankową z wnioskiem o upadłość. Maksymalny okres wypłaty środków to 5 lat - po tym okresie wszystkie roszczenia z tytułu gwarancji ulegają przedawnieniu. Pieniądze można wypłacić w gotówce lub zlecić przelew w placówce dedykowanej za okazaniem dowodu osobistego. Gwarancją depozytów do równowartości w złotówkach kwoty 100 000 EUR są objęte środki zgromadzone na rachunkach w przez danego klienta w jednym banku, tj. łączna wartość środków zgromadzonych w jednym banku w postaci wszystkich produktów finansowych danego klienta (kont osobistych, lokat itd.).

### Działalność restrukturyzacyjna

#### Przymusowa restrukturyzacja Wschodniego Banku Cukrownictwa
W 2002 BFG udzielił linii kredytowej 12 największym bankom komercyjnym w Polsce w celu umożliwienia im objęcia akcji Wschodniego Banku Cukrownictwa (WBC). Było to działanie mające na celu uniknięcie upadłości WBC i konieczności uruchomienia wypłaty ponad 1 mld PLN klientom banku z tytułu gwarancji depozytów.

#### Przymusowa restrukturyzacja Podkarpackiego Banku Spółdzielczego w Sanoku
15 stycznia 2020 BFG wydał decyzję o rozpoczęciu przymusowej restrukturyzacji Podkarpackiego Banku Spółdzielczego (PBS) z siedzibą w Sanoku. Ze względu na złą sytuację kapitałową PBS 17 stycznia 2020 Fundusz przejął nad nim kontrolę oraz wyznaczył administratora. Spełnione zostały trzy przesłanki upoważniające fundusz do przeprowadzenia tego procesu:
- zagrożenie upadłością,
- brak przesłanek wskazujących, że możliwe działania nadzorcze lub działania Idea Banku S.A. pozwolą we właściwym czasie usunąć zagrożenie upadłością,
- konieczność wszczęcia procesu z uwagi na interes publiczny.

Przymusowa restrukturyzacja Banku odbyła się z użyciem banku pomostowego – Banku Nowego BFG S.A., który w 2021 został zakupiony przez Wielkopolski Bank Spółdzielczy. Tym samym proces restrukturyzacji zakończył się.

#### Przymusowa restrukturyzacja Banku Spółdzielczego w Przemkowie
30 kwietnia 2020 BFG rozpoczął przymusową restrukturyzację Banku Spółdzielczego w Przemkowie z wykorzystaniem instrumentu przymusowej restrukturyzacji w formie przejęcia przedsiębiorstwa, w celu uniknięcia jego upadłości. 2 maja 2020 przedsiębiorstwo Banku Spółdzielczego w Przemkowie i jego zobowiązania (z wyłączeniami), zostały przejęte przez SGB-Bank S.A.

#### Przymusowa restrukturyzacja Idea Bank S.A.
31 grudnia 2020 BFG wszczął procedurę przymusowej restrukturyzacji Idea Banku S.A. z uwagi na spełnienie trzech przesłanek upoważniających fundusz do przeprowadzenia tego procesu:
- zagrożenie upadłością,
- brak przesłanek wskazujących, że możliwe działania nadzorcze lub działania Idea Banku S.A. pozwolą we właściwym czasie usunąć zagrożenie upadłością,
- konieczność wszczęcia procesu z uwagi na interes publiczny.

3 stycznia 2021 Idea Bank został przejęty przez Bank Pekao S.A.

#### Przymusowa restrukturyzacja Getin Noble Bank S.A.
30 września 2022 BFG wszczął procedurę przymusowej restrukturyzacji Getin Noble Bank S.A. z uwagi na spełnienie trzech przesłanek upoważniających fundusz do przeprowadzenia tego procesu:
- zagrożenie upadłością,
- brak przesłanek wskazujących, że możliwe działania nadzorcze lub działania banku pozwolą we właściwym czasie usunąć zagrożenie upadłością,
- konieczność wszczęcia procesu z uwagi na interes publiczny.

3 października 2022 działalność banku została przekazana do VeloBank (d. Banku BFG S.A.), którego właścicielem jest obok BFG także System Ochrony Banków Komercyjnych S.A. (SOBK). 

## Prezesi
- Ewa Kawecka-Włodarczak (od lutego 1995 do kwietnia 2007)
- Małgorzata Zaleska (od 20 kwietnia 2007 do 31 lipca 2009)
- Jerzy Pruski (od 8 września 2009 do 2 kwietnia 2016)
- Zdzisław Sokal (od 2 kwietnia 2016 do 5 kwietnia 2019)[12]
- Mirosław Panek (od 6 kwietnia 2019 do marca 2020)[13]
- Piotr Tomaszewski (od 9 marca 2020 do 21 maja 2024)
- Maciej Szczęsny (od 22 maja 2024)

## Zarząd
- Maciej Szczęsny – prezes[14]
- Tomasz Obal – zastępca prezesa
- Krzysztof Budzich – członek zarządu